# مأساة القبو

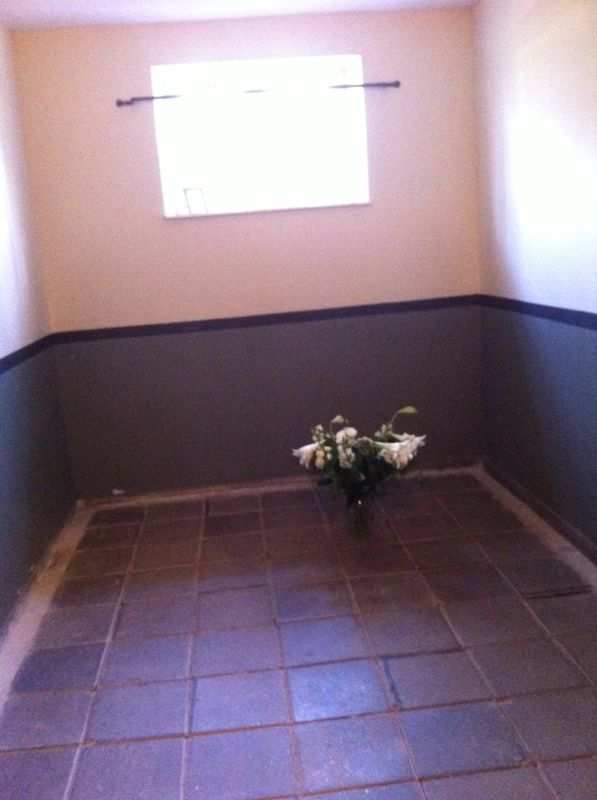
نسخة طبق الأصل من الزنزانة 115

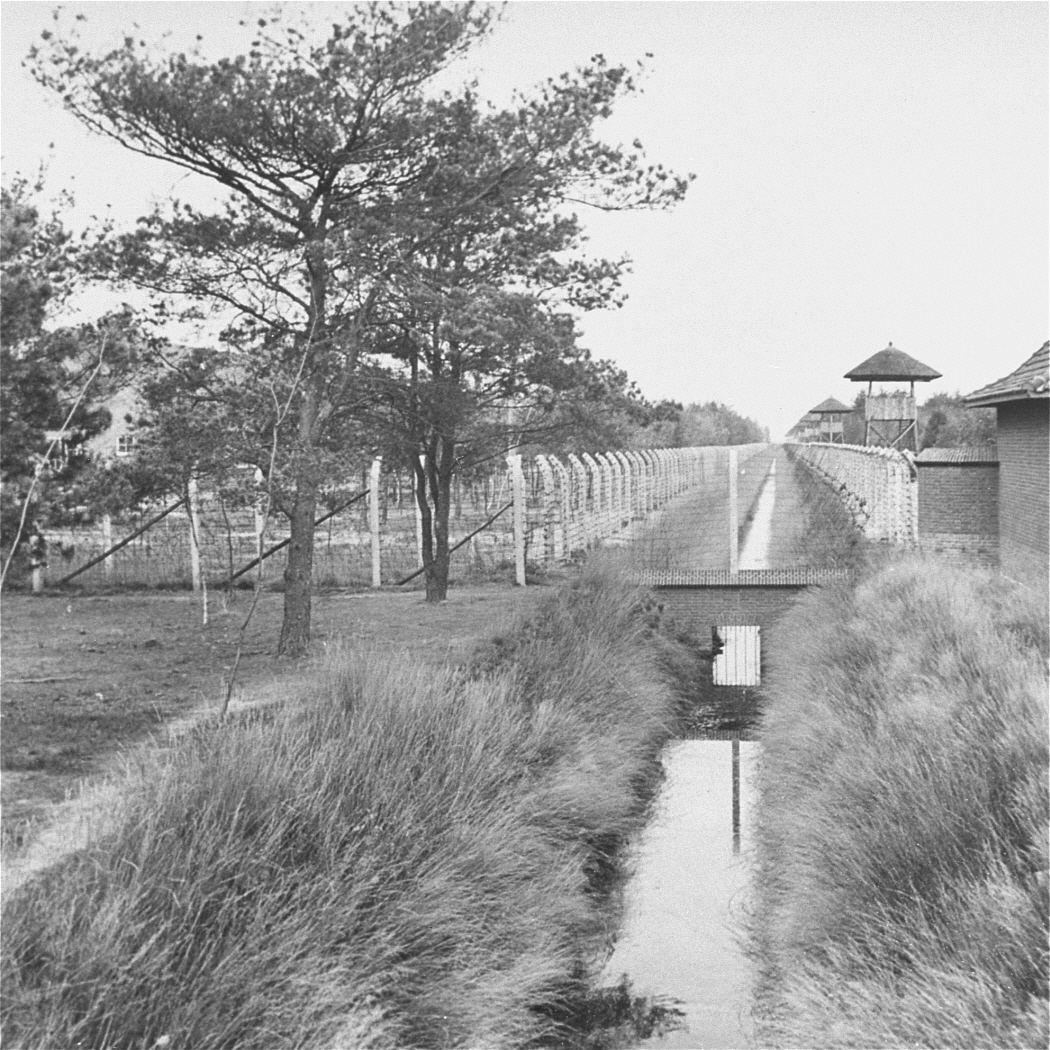
كامب فوت، موقع مأساة القبو

كانت مأساة القبو أو Bunkerdrama فظائع ارتكبها الموظفون في معسكر الإعتقال سيرتوخيمبوس (المعروف أيضًا باسم Kamp Vught ) في هولندا، في يناير 1944 خلال الحرب العالمية الثانية.

## الأحداث
عندما تم حبس امرأة من الثكنة 23 ب في سجن المخيم ("المخبأ")، احتجت نساء أخريات على ذلك. أحتجز القائد آدم غرونوالد أكبر عدد ممكن من النساء في زنزانة واحدة كعقاب. في نهاية المطاف، وضغط 74 امرأة معا في الزنزانة 115، بمساحة 9متر 2 و لا يكاد يوجد أي تهوية. بعد 14 ساعة من الحجز، تم إطلاق سراح السجينات من الزنزانة. ماتن عشر نساء تلك الليلة.
وسرعان ما أصبح الحادث معروفًا خارج المخيم وكُتب عنه في صحف المقاومة. لم تكن السلطة القائمة بالاحتلال راضية عن تسرب الأخبار. تم تخفيض رتبة القائد وتم إرساله إلى الجبهة الشرقية، حيث قتل في القتال.
يتم تذكر هذا الحدث سنويًا في دائرة مغلقة.